# Asteroschema oligactes
Asteroschema oligactes är en ormstjärneart som först beskrevs av Peter Simon Pallas 1788.  Asteroschema oligactes ingår i släktet Asteroschema och familjen Asteroschematidae. Inga underarter finns listade i Catalogue of Life.